# Wolfhardt (Berg)
Die Wolfhardt ist ein 625,8 m ü. NN hoher Berg im Sauerland im Kreis Olpe, Nordrhein-Westfalen (Deutschland). Ihr Gipfel befindet sich auf dem Gebiet der Gemeinde Kirchhundem, etwa zwei Kilometer nordwestlich des Ortsteils Welschen Ennest. Rund 200 Meter nördlich des Gipfels verläuft die Grenze zu Lennestadt.
Die bewaldete Wolfhardt gehört zum Naturpark Ebbegebirge und wird naturräumlich der Fahlenscheid, Südsauerländer Rothaarvorhöhen, einer Einheit des Südsauerländer Berglandes, zugerechnet..
In touristischer Hinsicht wird die Wolfhardt im Norden vom Ehmsenweg und im Osten vom Siegerlandweg des Sauerländischen Gebirgsvereins tangiert.